# Cochemiea palmeri
Cochemiea palmeri, conocido comúnmente como biznaga de Palmer, es una especie de planta suculenta perteneciente al género Cochemiea, dentro de la familia Cactaceae. Es endémica del noroeste de México (Baja California) y anteriormente se le conocía como Mammillaria neopalmeri.

## Descripción

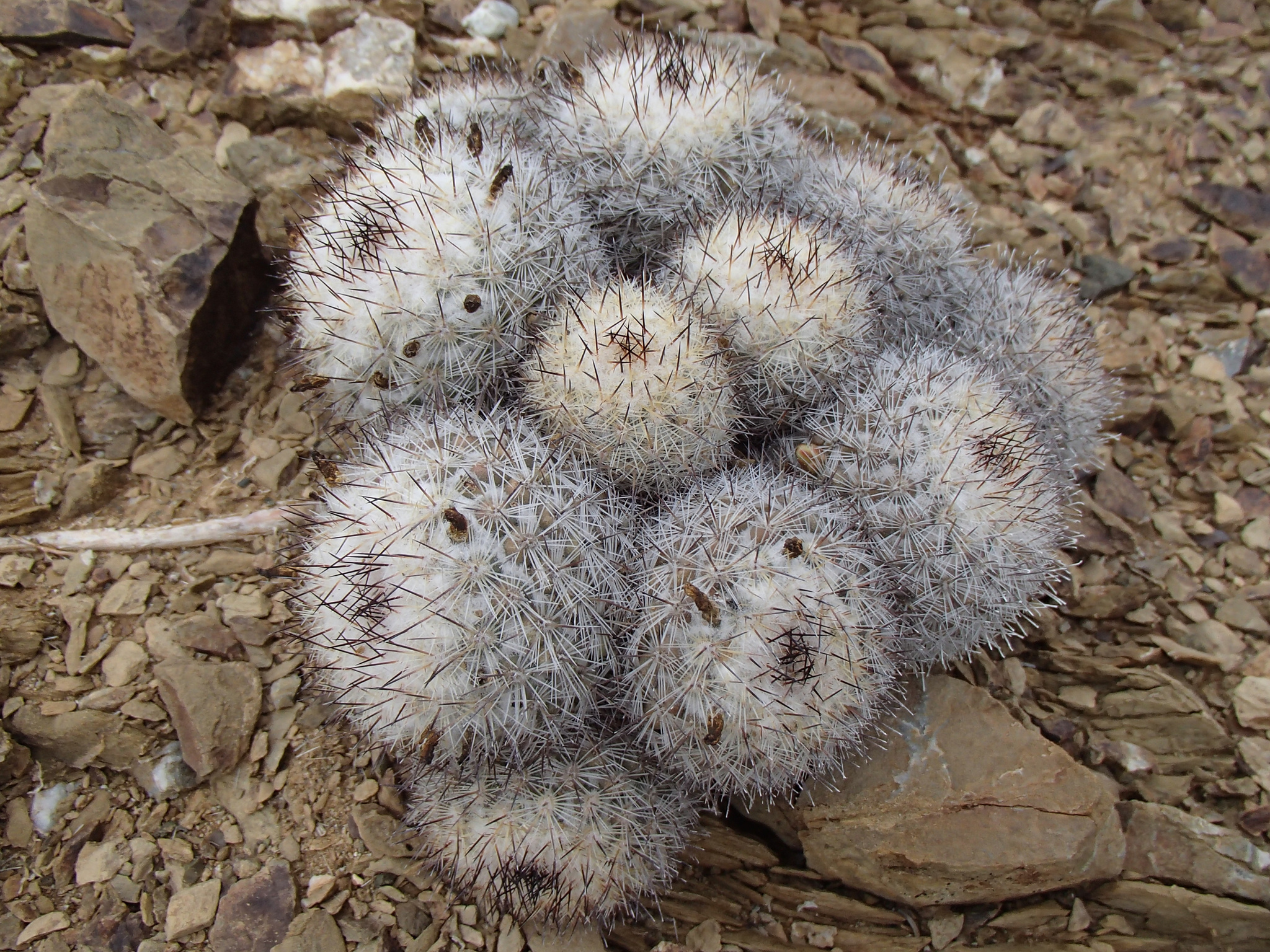
En su hábitat

Cochemiea palmeri es una especie de cactus que tiene crecimiento ramificado y forma grupos. Los tallos van de esféricos a alargados, son de color verde grisáceo y crecen hasta 9 cm de alto y 5 cm de diámetro. 
Los tallos están cubiertos de tubérculos cónicos con la base cuadrada, se disponen en espiral y no contienen savia lechosa (látex). Poseen axilas (espacio que hay entre los tubérculos) cubiertas de lana blanca y cerdas cortas y retorcidas. Las areolas son ovadas y presentan de 3 a 5 espinas centrales rectas de color marrón con la punta oscura, de 0,6 a 0,8 cm de largo y donde alguna de ellas tiene forma de gancho. También tienen de 25 a 30 espinas radiales de color blanco, son delgadas y miden de 0,5 a 0,6 cm de largo.

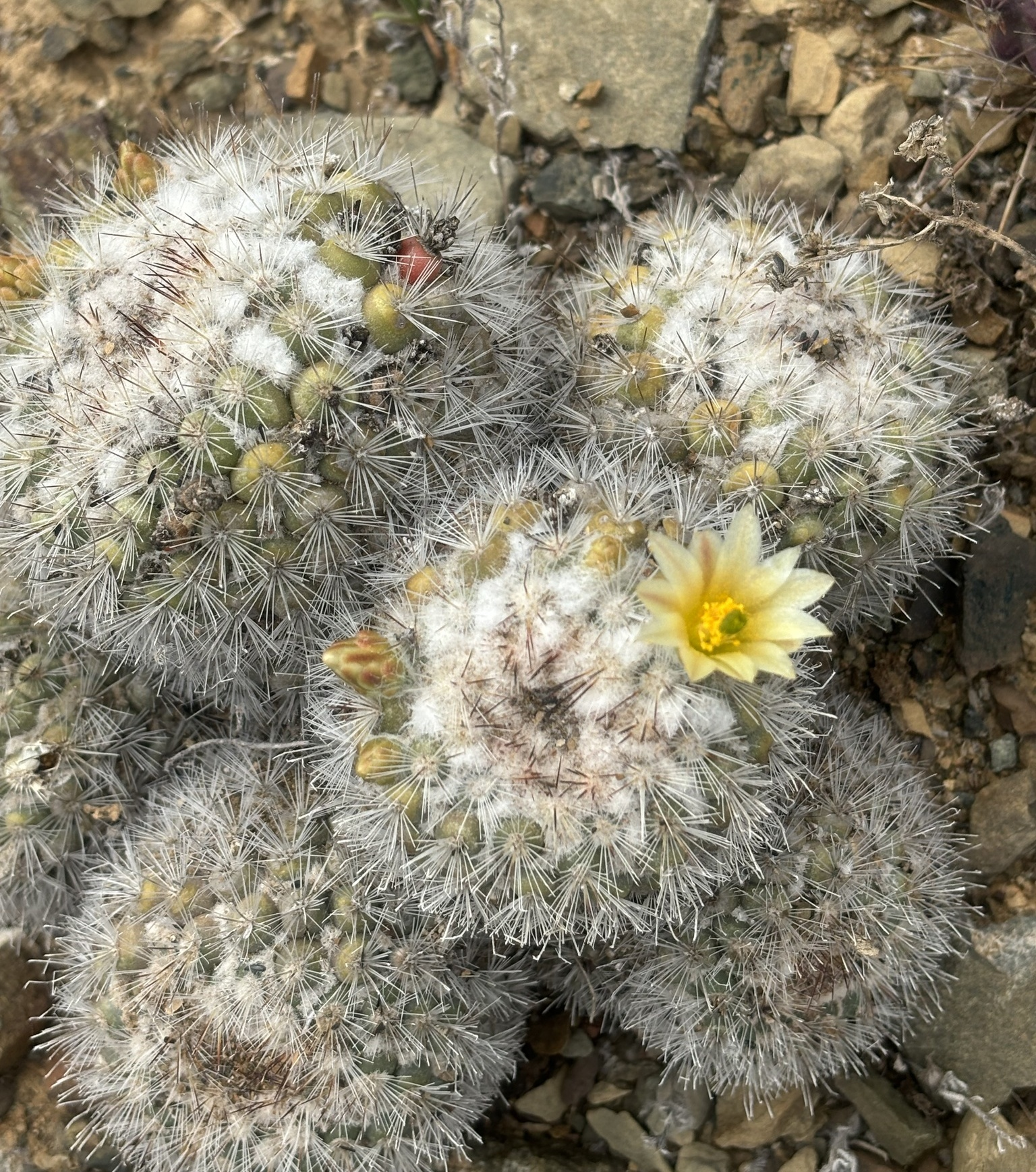
Planta en flor

Las flores son pequeñas y de color blanco verdoso claro o crema claro. Tienen forma de embudo y miden casi 1,2 cm de longitud. Los frutos tienen forma de maza y son de color rojo escarlata. Miden hasta 1,3 cm de largo y contienen semillas negras en su interior.

## Distribución y hábitat

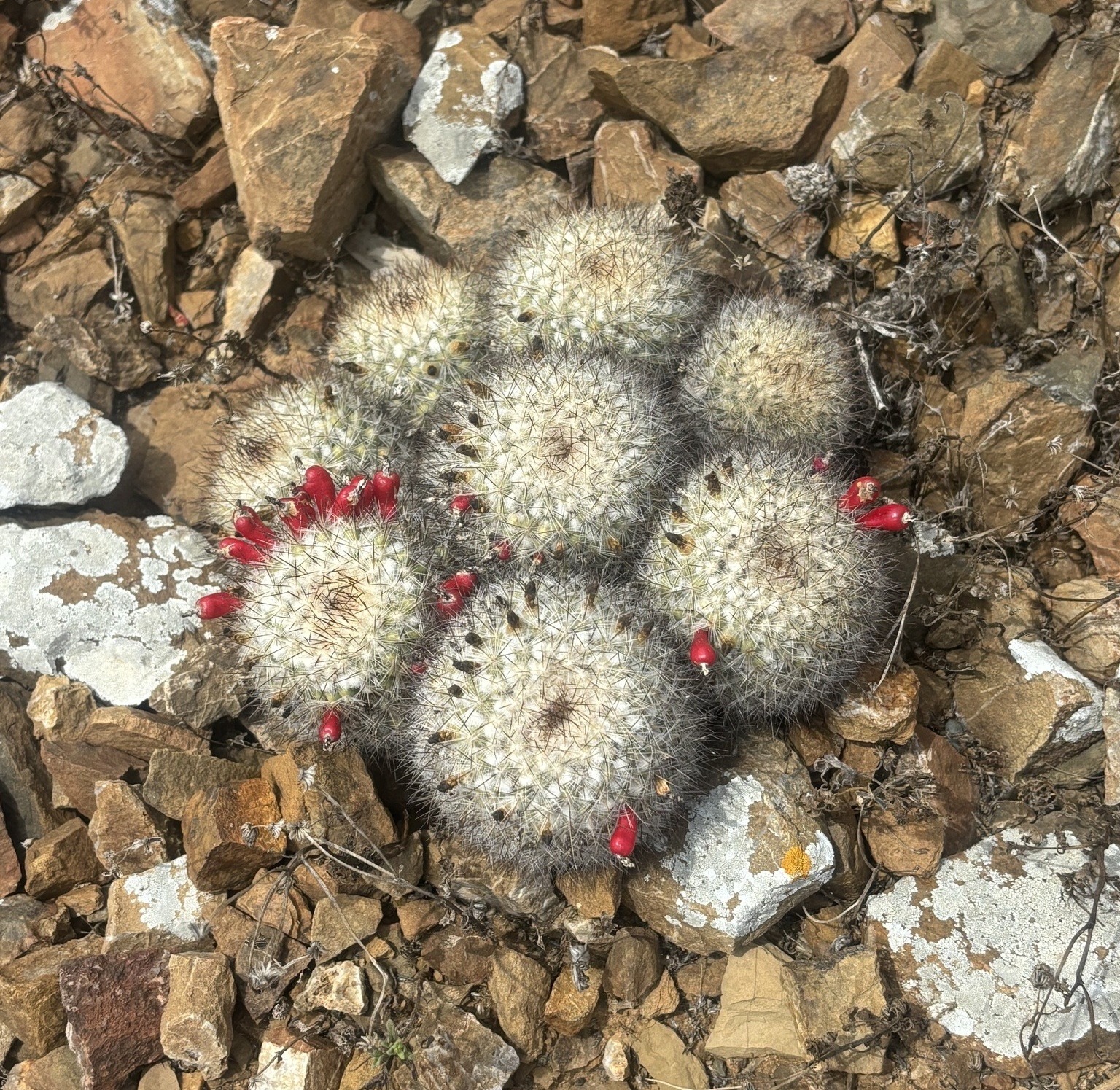
Planta con frutos

El área de distribución nativa de esta especie es el noroeste de México (concretamente en el estado de Baja California, específicamente en las Islas San Benito y Guadalupe) y crece principalmente en biomas desérticos o de matorrales secos, desde el nivel del mar hasta los 300 m de altitud.

## Taxonomía
La primera descripción de esta especie fue como Cactus palmeri, publicada en 1896 por el botánico estadounidense John Merle Coulter en la revista científica Contributions from the United States National Herbarium 3: 108.
Posteriormente, los botánicos Peter B. Breslin y Lucas C. Majure colocaron la especie en el género Cochemiea, pasando a llamarse Cochemiea palmeri y anotando estos cambios en la revista científica Taxon 70: 320 en el año 2021.
Etimología
- Cochemiea: nombre genérico que hace referencia a la tribu indígena Cochimí, que en el pasado ocupó un gran territorio de Baja California y cuya área es parte del área de distribución natural de este género.
- palmeri: epíteto específico otorgado en honor al botánico y arqueólogo estadounidense Edward Palmer (1831-1911).[8]

Sinonimia
- Bartschella palmeri (J.M.Coult.) Doweld (2000)
- Cactus palmeri J.M.Coult. (1896)
- Chilita palmeri (J.M.Coult.) Orcutt (1926)
- Mammillaria dioica var. insularis K.Brandegee (1897)
- Mammillaria dioica var. neopalmeri (R.T.Craig) Neutel. (1986)
- Mammillaria neopalmeri R.T.Craig (1945)
- Mammillaria palmeri (J.M.Coult.) Boed. (1936)
- Neomammillaria neopalmeri (R.T.Craig) Y.Itô (1981)
- Neomammillaria palmeri (J.M.Coult.) Britton & Rose (1923)

## Estado de conservación
En la Lista Roja de Especies Amenazadas de la UICN, la especie está clasificada como de “Preocupación Menor (LC)”.
Señalar que debido a sus características, esta especie ha sido extraída de su hábitat para ser comercializada de manera ilegal, aunque no se tiene cuantificación del daño que esto ha producido a las poblaciones. Además se considera en la categoría de Sujeta a Protección Especial (Pr) de la Norma Oficial Mexicana 059.

## Usos
Se cultiva principalmente como planta ornamental y su propagación se realiza a través de esquejes o semillas.